# 環保筷

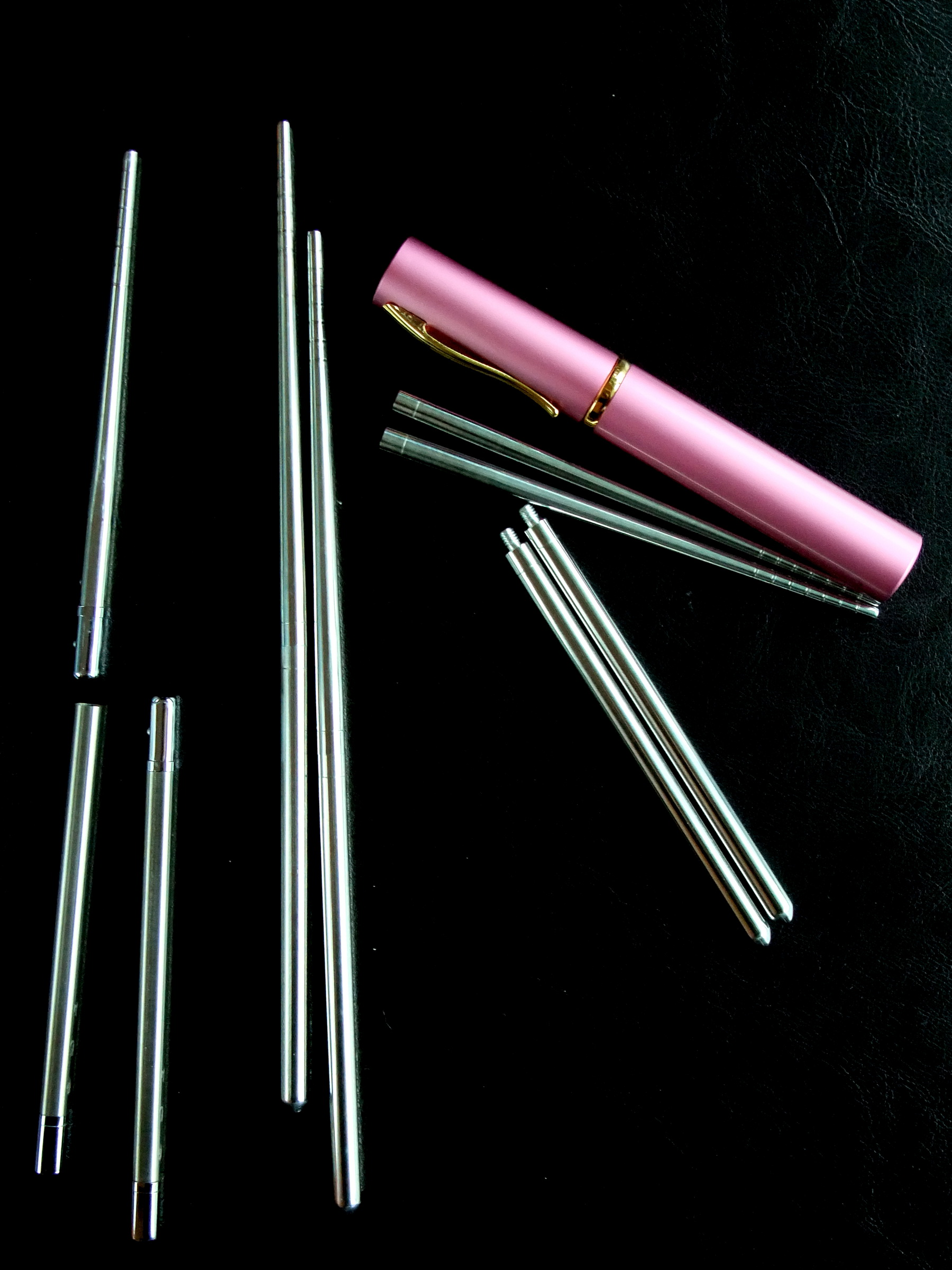
鋼珠卡榫式及鎖螺絲式的不鏽鋼環保筷

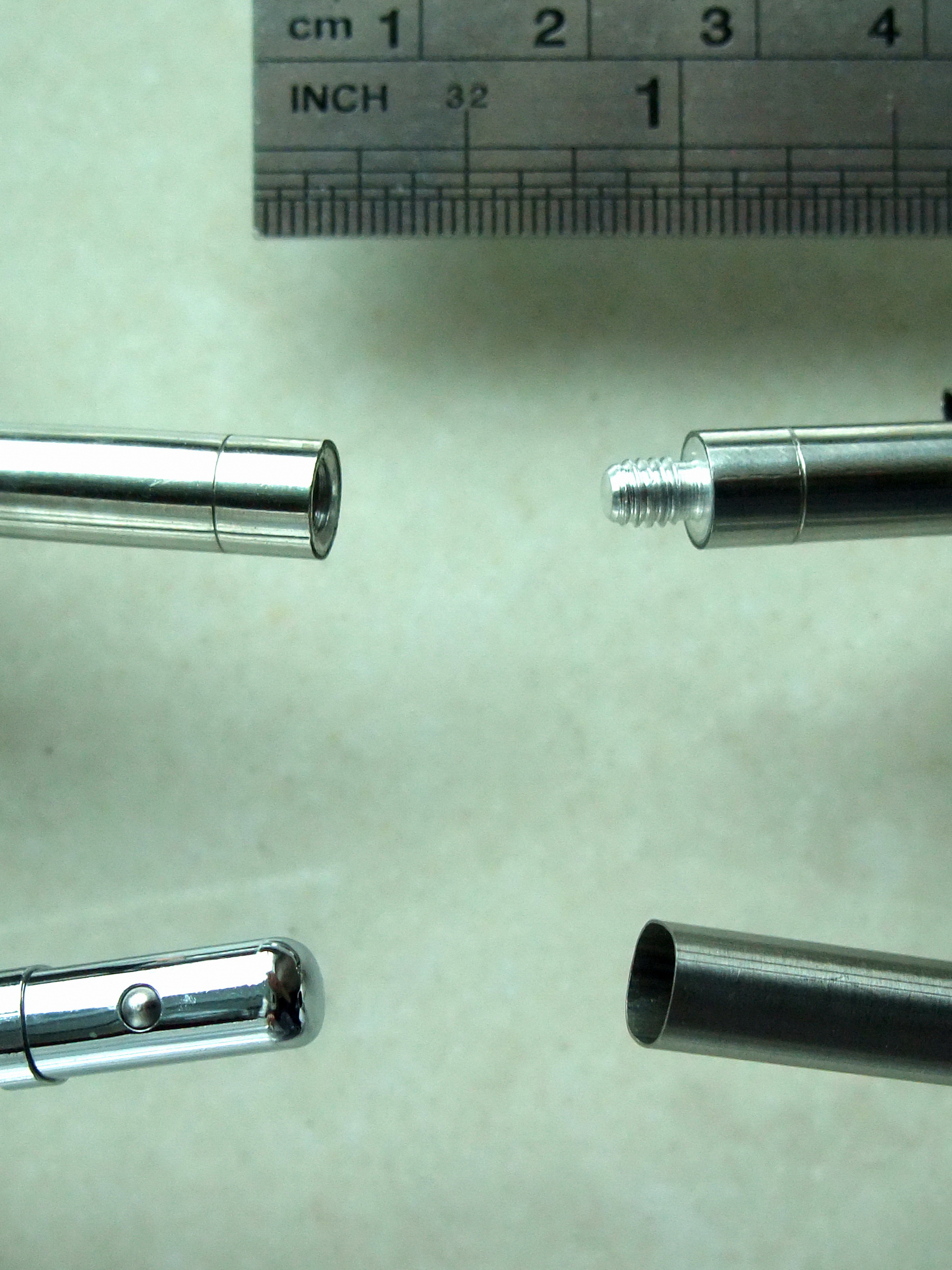
近攝鎖螺絲式(上)及鋼珠卡榫式(下)接口

環保筷，相對一次性的便利筷，就是可以重複使用的筷子，一般是指外出用餐時，自備的筷子。環保筷在中國又稱折疊筷、便攜筷、隨身筷。
很多的餐廳為了方便、衛生及節省成本等理由，為客人提供一次性的免洗筷（或稱棄木筷）。但是，其耗用量對環境造成很大的傷害。製造全球每年所消耗的800億對免洗筷就需要砍掉264萬棵樹。除了對環境造成傷害外，在製作免洗筷的過程中，可能會在筷子上殘留過量的二氧化硫，危害健康。因此，基於環保及健康之考慮，環保團體及一些宗教團體積極鼓勵民眾隨身攜帶環保筷。

## 型制
環保筷一般是以不鏽鋼製造，也有採用鋁合金或食品級樹酯，筷子通常會用二節式的設計，筷子分為兩段收納在筆夾型的金屬匣子中，使用時，把前後兩段用鎖螺絲的方式鎖起來。此外，亦有以彈壓式或鋼珠卡榫式，把前後兩段接上使用。長度方面較普通家用樹脂筷子的27公分為短，視乎型號由17公分到23公分皆有。
- 普通型：即是將一般筷子隨身攜帶當作環保筷，有的筷子會稍短一些便於攜帶。
- 旋鈕型：筷子分作二節，一節有螺痕凹孔，一節有螺痕凸鈕，以旋鈕方式固定。
- 扦插型：筷子分作二節，一節有凹孔，一節有凸棒，以扦插方式固定。
- 伸縮型：筷子本體可伸縮。[來源請求]